# البرح (فرع العدين)

تعديل مصدري - تعديل

البرح هي إحدى قرى عزلة المسيل بمديرية فرع العدين التابعة لمحافظة إب، بلغ تعداد سكانها 2252 نسمة حسب تعداد اليمن لعام 2004.